# Punta del Agua
Punta del Agua é uma comuna da província de Córdoba, na Argentina.